# Thomas Cup 1994
Die 18. Auflage des Thomas Cups, der Weltmeisterschaft für Herrenmannschaften im Badminton, fand gemeinsam mit dem Uber Cup 1994 im Mai 1994 in Jakarta in Indonesien statt. Sieger wurde das Team aus Indonesien, welches gegen Malaysia mit 3:0 gewann. Das siegreiche Team startete in der Besetzung Joko Suprianto, Heryanto Arbi, Ardy Wiranata, Hermawan Susanto, Ricky Subagja, Rexy Mainaky, Bambang Suprianto, Rudy Gunawan und Eddy Hartono.

## Qualifikation

### Qualifikationsrunde Glasgow

#### 1. Runde

##### Gruppe A
- Belarus –  Irland 4-1
- Belarus –  Slowenien 5-0
- Belarus –  Wales 3-2
- Wales –  Irland 3-2
- Wales –  Slowenien 5-0
- Irland –  Slowenien 5-0

##### Gruppe B
- Norwegen –  Israel 5-0
- Norwegen –  Südafrika 5-0
- Norwegen –  Vereinigte Staaten 3-2
- Vereinigte Staaten –  Israel 5-0
- Vereinigte Staaten –  Südafrika 4-1
- Südafrika –  Israel 5-0

##### Gruppe C
- Island –  Spanien 5-0
- Island –  Bulgarien 5-0
- Island –  Barbados 5-0
- Bulgarien –  Spanien 4-1
- Bulgarien –  Barbados 5-0
- Spanien –  Barbados 5-0

##### Gruppe D
- Österreich –  Zypern 5-0
- Österreich –  Frankreich 5-0
- Österreich –  Belgien 4-0
- Frankreich –  Zypern 5-0
- Frankreich –  Belgien 4-1
- Belgien –  Zypern 5-0

##### Gruppe E
- Polen –  Slowakei 5-0
- Polen –  Portugal 4-1
- Polen –  Guatemala 5-0
- Portugal –  Slowakei 4-1
- Portugal –  Guatemala 5-0
- Guatemala –  Slowakei 3-2

##### Gruppe F
- Schweiz –  Tschechien 4-1
- Schweiz –  Peru 4-1
- Schweiz –  Italien 5-0
- Peru –  Tschechien 3-2
- Peru –  Italien 5-0
- Tschechien –  Italien 5-0

#### Halbfinalrunde

##### Gruppe W
- Dänemark –  Russland 5-0
- Dänemark –  Österreich 5-0
- Dänemark –  Belarus 5-0
- Russland –  Österreich 4-1
- Russland –  Belarus 5-0

##### Gruppe X
- Finnland –  Niederlande 3-2
- Finnland –  Kanada 3-2
- Finnland –  Schweiz 5-0
- Niederlande –  Kanada 5-0
- Niederlande –  Schweiz 4-1

##### Gruppe Y
- England –  Schottland 5-0
- England –  Island 5-0
- England –  Polen 5-0
- Schottland –  Island 5-0
- Schottland –  Polen 4-1
- Polen –  Island 3-2

#### Halbfinale
- Dänemark –  Finnland 4-1
- Schweden –  England 3-2

#### Spiel um Platz 3
- Finnland –  England 3-2

#### Finale
- Dänemark –  Schweden 4-1
- Dänemark,  Schweden und  Finnland qualifiziert für das Finale
- Botswana und  Türkei gemeldet, aber nicht gestartet

### Qualifikationsrunde Singapur

#### 1. Runde

##### Gruppe A
- Singapur –  Iran 5-0
- Singapur –  Sri Lanka 3-2
- Sri Lanka –  Iran 5-0

##### Gruppe B
- Indien –  Mexiko 5-0
- Indien –  Pakistan 5-0
- Pakistan –  Mexiko 5-0

##### Gruppe C
- Australien –  Macau 5-0
- Australien –  Nepal 5-0
- Australien –  Mauritius 5-0
- Mauritius –  Macau 4-1
- Mauritius –  Nepal 4-1
- Macau –  Nepal 3-2

#### Halbfinalrunde

##### Gruppe X
- Südkorea –  Chinesisch Taipeh 4-1
- Südkorea –  Indien 4-1
- Südkorea –  Singapur 5-0
- Chinesisch Taipeh –  Indien 4-1
- Chinesisch Taipeh –  Singapur 5-0
- Indien –  Singapur 4-1

##### Gruppe Y
- Volksrepublik China –  Thailand 5-0
- Volksrepublik China –  Japan 4-1
- Volksrepublik China –  Australien 5-0
- Thailand –  Japan 5-0
- Thailand –  Australien 5-0
- Japan –  Australien 5-0

#### Halbfinale
- Südkorea –  Thailand 5-0
- Volksrepublik China –  Chinesisch Taipeh 5-0

#### Spiel um Platz 3
- Thailand –  Chinesisch Taipeh 4-1

#### Finale
- Volksrepublik China –  Südkorea 3-2
- Volksrepublik China,  Südkorea und  Thailand qualifiziert für das Finale
- Kasachstan,  Nordkorea und  Philippinen gemeldet, aber nicht gestartet

## Gruppe A
| Platz | Team                | Pld | W | L | MF | MA | MD  | GF | GA | GD  | PF  | PA  | PD   | Pts | Qualifikation |
| ----- | ------------------- | --- | - | - | -- | -- | --- | -- | -- | --- | --- | --- | ---- | --- | ------------- |
| 1     | Indonesien          | 3   | 3 | 0 | 15 | 0  | +15 | 30 | 2  | +28 | 479 | 205 | +274 | 3   | Q             |
| 2     | Volksrepublik China | 3   | 2 | 1 | 9  | 6  | +3  | 19 | 15 | +4  | 414 | 363 | +51  | 2   | Q             |
| 3     | Schweden            | 3   | 1 | 2 | 6  | 9  | −3  | 13 | 20 | −7  | 347 | 423 | −76  | 1   |               |
| 4     | Finnland            | 3   | 0 | 3 | 0  | 15 | −15 | 5  | 30 | −25 | 252 | 501 | −249 | 0   |               |

## Gruppe B
| Platz | Team     | Pld | W | L | MF | MA | MD  | GF | GA | GD  | PF  | PA  | PD   | Pts | Qualifikation |
| ----- | -------- | --- | - | - | -- | -- | --- | -- | -- | --- | --- | --- | ---- | --- | ------------- |
| 1     | Malaysia | 3   | 3 | 0 | 12 | 3  | +9  | 25 | 9  | +16 | 464 | 324 | +140 | 3   | Q             |
| 2     | Südkorea | 3   | 2 | 1 | 9  | 6  | +3  | 20 | 16 | +4  | 447 | 425 | +22  | 2   | Q             |
| 3     | Dänemark | 3   | 1 | 2 | 8  | 7  | +1  | 19 | 12 | +7  | 409 | 393 | +16  | 1   |               |
| 4     | Thailand | 3   | 0 | 3 | 1  | 14 | −13 | 3  | 29 | −26 | 282 | 461 | −179 | 0   |               |